# Гринлэнд-центр (Ухань)
Гринлэнд-центр (кит.  武汉绿地中心, англ. Wuhan Greenland Center) — 475-метровый 101-этажный небоскрёб, расположенный в городе Ухань (Китай). По состоянию на 2024 год являлся самым высоким зданием города, 9-м по высоте зданием Китая, 11-м — Азии и 14-м — мира. Архитекторами башни выступили американская фирма Adrian Smith + Gordon Gill Architecture и китайский East China Architectural Design & Research Institute, владельцем является Greenland Group.

## История
В июне 2011 года чикагское архитектурное бюро Эдриана Смита совместно с фирмой Thornton Tomasetti выиграло тендер на постройку этого здания для шанхайского девелопера Greenland Group. Конструкция башни имела ряд инноваций для уменьшения энергопотребления. Строительство началось в 2012 году, но затем неоднократно приостанавливалось из-за финансовых трудностей заказчика, кризиса на китайском рынке офисной недвижимости и пандемии COVID-19.
Первоначально планировалось, что высота 126-этажной башни составит 636 метров и она обгонит Шанхайскую башню, но в ходе строительства, когда здание возвели до 96-этажа, оно было перепроектировано из-за правил воздушной безопасности, поэтому его проектная высота в 2018 году была уменьшена ниже граничных 500 метров.
Строительство здания до крыши завершилось в конце 2020 года, отделочные работы завершились в 2022 году. Общая стоимость проекта составила 4,5 млрд долларов.

## Структура
В верхней части здания (67—101 этажи) расположены гостиничные номера и технические помещения; в средней части (35—69 этажи) — офисы и технические помещения; в нижней части (1—35 этажи) — лобби, офисы и технические помещения; на пяти подземных этажах расположены парковки для автомобилей, мотоциклов и велосипедов, банкетный зал и технические помещения. 